# Елшка епархия
Елшката епархия (на полски: Diecezja ełcka; на латински: Dioecesis Liccanensis) е административно-териториална единица на католическата църква в Полша, западен обред. Суфраганна епископия на Варминската митрополия. Установена на 25 март 1992 година с булата „Totus Tuus Poloniae Populus“ на папа Йоан-Павел II. Заема площ от 11 000 км2 и има 404 961 верни. Седалище на епископа е град Елк.

## Деканати
В състава на епархията влизат двадесет и един деканата.
| - Деканат „Аугустув-Св. ап. Вартоломей“ - Деканат „Аугустув-Богоридица, Кралица на Полша“ - Деканат „Бяла Писка“ - Деканат „Венгожево“ - Деканат „Гижицко-Св. Стефан“ - Деканат „Гижицко-Св. Христофор“ - Деканат „Голдап“ | - Деканат „Елк-Богородица Фатимска“ - Деканат „Елк-Божие Милосърдие“ - Деканат „Елк-Свето Семейство“ - Деканат „Липск“ - Деканат „Миколайки“ - Деканат „Олецко-Непорочно зачатие на Пресвета Богородица“ - Деканат „Олецко-Св. Йоан Богослов“ | - Деканат „Пиш“ - Деканат „Райгруд“ - Деканат „Сейни“ - Деканат „Сувалки-Божие Милосърдие“ - Деканат „Сувалки-Св. Дух“ - Деканат „Сувалки-Св. св. Бенедикт и Ромуалд“ - Деканат „Филипов“ |